# Línea de alta velocidad Méditerranée
La LGV Méditerranée (LGV Mediterráneo en español) es una parte de la red francesa de ferrocarriles de alta velocidad usada por los TGV. 
Vincula Saint-Marcel-lès-Valence y Marsella, conectando las regiones de Provence-Alpes-Côte d'Azur y Languedoc-Roussillon con la línea LGV Rhône-Alpes y por lo tanto con Lyon y el norte de Francia. Su longitud total es de 250 km y el costo de su construcción fue de aproximadamente € 3.800 millones.
Su puesta en funcionamiento revirtió la participación de mercado del tren y el avión entre París y Marsella ya que situó a ambas ciudades - separadas por 750 km - a tres horas de tren. Actualmente dos de cada tres pasajeros entre París y Marsella se desplazan en tren.

## La ruta
La LGV Méditerranée comienza en Saint-Marcel-lès-Valence, como una continuación hacia el sur de la LGV Rhône-Alpes. La nueva estación de Valence TGV facilita el intercambio de la LGV con la línea ferroviaria tradicional Valence-Grenoble y permite rápidas conexiones hacia Valence, Romans-sur-Isère y Grenoble.
Tras atravesar el Ródano tres veces (dos en Mornas y una al norte de Roquemaure), la LGV continúa hacia Angles, donde forma un triángulo para permitir el acceso al sudeste y al sudoeste. 
La rama sudoeste, considerada como el inicio de la futura LGV Languedoc-Roussillon enlaza con la línea tradicional Aviñón-Nimes en Redessan, teniendo una longitud de 25 km. La rama sudeste sirve a las nuevas estaciones Avignon-TGV y Aix-en-Provence-TGV y conecta con la línea tradicional a la entrada de Marsella.

## Estaciones
- Valence-TGV: en Saint-Marcel-lès-Valence: Es una única estación con dos niveles. El inferior es utilizado por los servicios TGV y el superior por servicios TER.
- Avignon-TGV: al sur de la ciudad de Aviñón.
- Aix-en-Provence-TGV: a mitad de camino entre Aix-en-Provence y el Aeropuerto de Marsella-Provenza. Esta estación da servicio al norte del Àrea Metropolitana de Marsella.

## Tiempos de viaje
Desde París a:
- Aeropuerto Internacional Saint-Exupéry 1:50
- Valence 2:16
- Aviñón 2:40
- Aix-en-Provence 2:55
- Marsella 3:00
- Tolón 3:55
- Hyères 4:15
- Fréjus 4.40
- Niza 5.35
- Nimes 2:55
- Montpellier 3:15
- Béziers 4:03
- Perpiñán 4:45